# Engenheiro-mor do Reino
O engenheiro-mor do Reino era o oficial general encarregue das fortificações e obras públicas do Reino de Portugal. Por inerência, tinha também a incumbência de superintender no ensino da engenharia militar.
O cargo foi inicialmente criado em 1583. Foi depois recriado por D. João IV em 1643. Foi extinto em 1781, sendo as suas responsabilidades assumidas pelo Real Corpo de Engenheiros.
Para além do engenheiro-mor do Reino, ocasionalmente foram nomeados engenheiros-móres para atuarem especificamente em algumas províncias do Reino ou no Ultramar. Nomeadamente, existiram engenheiros-móres no Alentejo, Algarve, Brasil e Índia.

## Engenheiros-mores do Reino
1. João Baptista Lavanha - 1586;
2. Leonardo Torriani - 1598;
3. João Torriano - 1631;
4. Charles Lasardat (Carlos Lasardat, Charles Lassart) - 1643;
5. Luís Serrão Pimentel - 1673 (tinha também o cargo de cosmógrafo-mor do Reino);
6. Manuel de Azevedo Fortes - 1719;
7. Manuel da Maia - 1754;
8. Manuel de Blasto - 1769;
9. Gonçalo Lourenço Botelho de Castro - 1780.

## Outros engenheiros-mores

### Índia
1. Giovanni Battista Cairati (João Baptista Cairato) - 1583;
2. Júlio Simão - 1598.

### Brasil
1. Francisco Frias de Mesquita - 1603.

### Alentejo
1. Joannes Cieremans (João Cosmander) - 1643;
2. Nicolau de Langres - 1648.